# Bosseya
Bosseya (també apareix com Bosseia, Boseya, Bossea i altres variants) fou una de les regions de la part oriental del Futa, al Senegal. La regió va donar suport a l'almamy de Futa Toro però a partir del 1859 se'n va distanciar conservant certa autonomia. Fou una de les regions més hostils als francesos i feu del resistent Abdoul Bocar Kane.
La ciutat principal de la regió és Thilogne